# Sormida cinerea
Sormida cinerea är en skalbaggsart som beskrevs av Dillon 1952. Sormida cinerea ingår i släktet Sormida och familjen långhorningar.
Artens utbredningsområde är Fiji. Inga underarter finns listade i Catalogue of Life.